# الزوق التحتاني
الزوق التحتاني قرية فلسطينية تقع 30 كم شمال شرق مدينة صفد بالقرب من الحدود الفلسطينية – اللبنانية. وتقوم على وادي البريغيث في منتصف المسافة تقريباً بين الخالصة والخصاص، وأقرب القرى إليها لزازة. وتقع القرية إلى الجنوب قليلاً من طريق الخالصة – دان الرئيسة التي تتقاطع مع طريق طبريا – المطلة شمالي قرية الخالصة. تربط القرية أيضاً بقرية الخصاص، وتربطها بالزوق الفوقاني طريق ممهدة.
قامت القرية على الضفة الشرقية لوادي البريغيث الذي يصب إليه من الينابيع الواقعة شمالي المطلة. ويمر بالزوق الفوقاني ثم بالزوق التحتاني فيرفد نهر الأردن إلى الشرق من جاحولا. وترتفع القرية قرابة 100 م عن سطح البحر. وقد نشأت فوق منطقة تنحدر انحداراً لطيفاً باتجاه الجنوب، جنوبها منطقة سهلية واسعة تشكل بداية منخفض الحولة. وقد توسعت القرية عمرانياً باتجاه الشرق لوقوع وادي البريغيت إلى الغرب منها، واتخذ شكلاً طولياً وبلغت مساحتها 39 دونماً. وإلى الشمال منها بعض الطواحين المائية. وقد استفاد السكان من مياه وادي البريغيث للتزود بماء الشرب. كانت الخدمات العامة شبه معدومة في القرية التي تعدّ من المواقع الأثرية. ففيها تل أنقاض وأسس وحظائر وقطع فخارية.
بلغت مساحة الأراضي التابعة للقرية 11,634 دونماً منها 358 دونماً للطرق والأودية. وقد انتشرت بساتين الفاكهة والحمضيات إلى الجنوب منها، واعتمد السكان على الزراعة. وتحيط بها أراضي الخالصة والخصاص والزوق الفوقاني والناعمة ولزازة والسنبرية.
بلغ عدد سكان قرية الزوق التحتاني في عام 1931 نحو 626 نسمة كانوا يقطنوا في 137 مسكناً. وقدر عددهم في عام 1945 بنحو 1,050 نسمة.
دمر الصهاينة القرية وشتتوا أهلها في عام 1948 وأقاموا إلى جنوبها مستعمرة «بيت هيلل».

## وصلات خارجية
- الزوق التحتاني ترحب بكم